# Бабинец (архитектура)

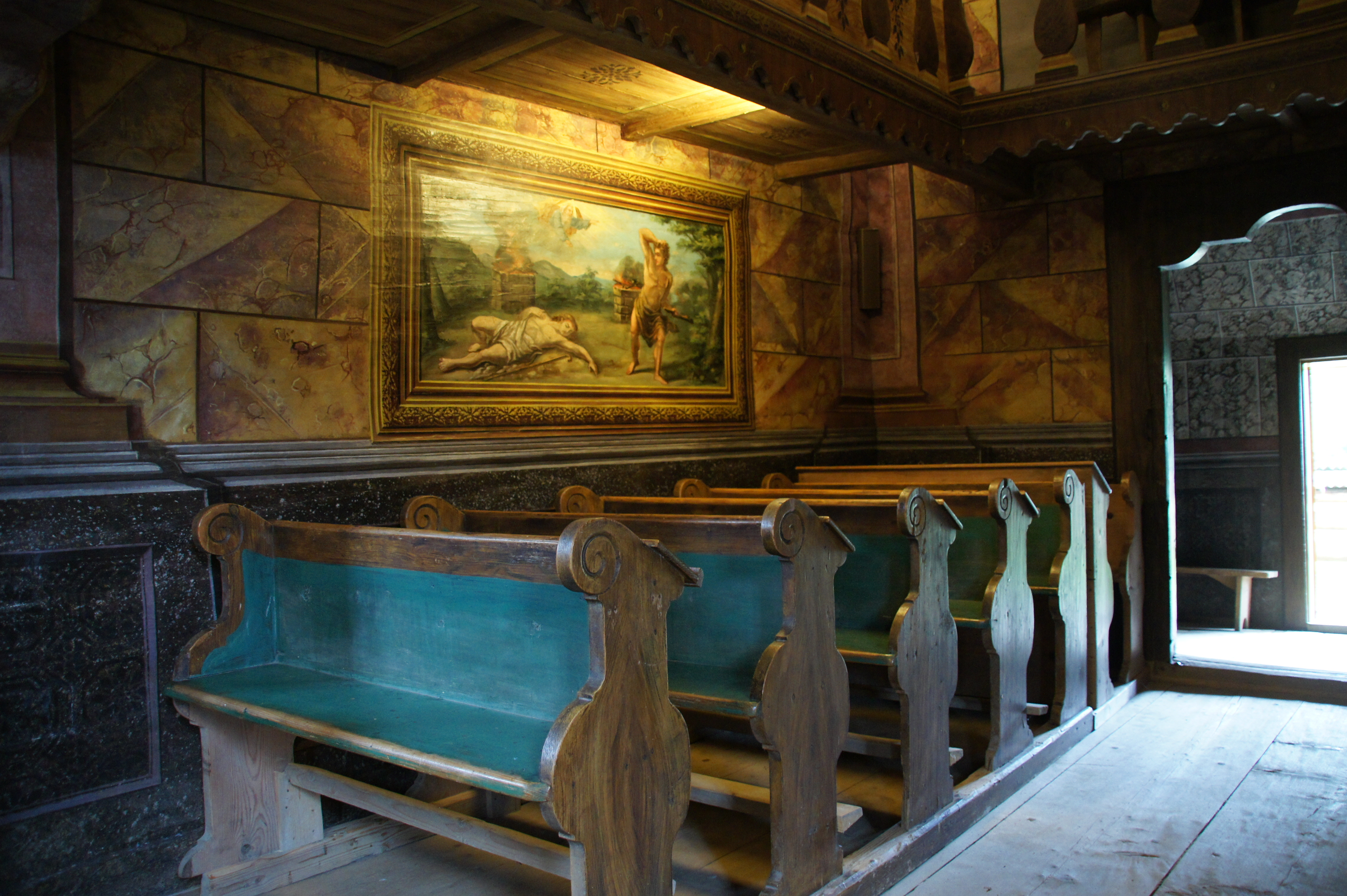
Бабинец в церкви Святой Параскевы (Квятонь, Польша)

Бабинец — одна из трёх частей трёхобъемного храма. Название происходит от украинского слова «баба», то есть притвор храма, где во время церковной службы могли стоять женщины. В связи с этим данное понятие преимущественно распространено в Восточной Европе (Украина, Белоруссия, Польша, Чехия) для обозначения западного притвора храма (преимущественно деревянного).
Бабинец, как часть храма в Украине, имеет разный стиль строительства, что обычно зависит от этнографического региона в котором строится церковь. В Закарпатье и Лемковщине сохранились деревянные церкви стиля, приближенного к готическому, где над бабинцем была высокая отвесная башня (колокольня). В гуцульских пятидильних церквях над бабинцем обычно не было купола. В подольских и галицких церквах над бабинцем были преимущественно купола, своей высотой и формой соразмерные алтарной части.